# World Championship Tennis 1982
Il World Championship Tennis 1982 fu una serie di tornei di tennis, rivale del Volvo Grand Prix 1982.
Fu organizzato dalla World Championship Tennis (WCT).
Iniziò il 5 gennaio con il Masters Doubles WCT ed ebbe fine il 19 dicembre con la finale dell'Hartford WCT.

## Calendario

### Legenda
| WCT Finals     |
| Serie regolare |

### Gennaio
| Settimana  | Torneo | Vincitore                                         | Finalista                 | Semifinalisti                   | Eliminati ai quarti                                      |
| ---------- | --- | ------------------------------------------------- | ------------------------- | ------------------------------- | -------------------------------------------------------- |
| 5 gennaio  | Masters Doubles WCT 1982 Londra, Gran Bretagna Doppio                                                               | Heinz Günthardt Balázs Taróczy 6–7, 6–3, 7–5, 6–4 | Kevin Curren Steve Denton |                                 |                                                          |
| 19 gennaio | Mexico City WCT 1982 Città del Messico, Messico Sintetico indoor - 300 000 $ Singolare - Doppio                     | Tomáš Šmíd 3-6 7-6 4-6 7-6 6-2                    | John Sadri                | Bruce Manson Paul McNamee       | José Luis Clerc Balázs Taróczy Terry Moor Tony Giammalva |
| 19 gennaio | Mexico City WCT 1982 Città del Messico, Messico Sintetico indoor - 300 000 $ Singolare - Doppio                     | Sherwood Stewart Ferdi Taygan 6-4, 7-5            | Tomáš Šmíd Balázs Taróczy | Bruce Manson Paul McNamee       | José Luis Clerc Balázs Taróczy Terry Moor Tony Giammalva |
| 25 gennaio | Delray Beach WCT 1982 Delray Beach, Stati Uniti Serie regolari Terra rossa - 300 000 $ - 32S/16D Singolare - Doppio | Ivan Lendl 6-4 4-6 6-4                            | Peter McNamara            | Eliot Teltscher José Luis Clerc | Paul McNamee David Carter Balázs Taróczy José Higueras   |
| 25 gennaio | Delray Beach WCT 1982 Delray Beach, Stati Uniti Serie regolari Terra rossa - 300 000 $ - 32S/16D Singolare - Doppio | Mel Purcell Eliot Teltscher 6–4, 4–6, 6–4, 7–5    | Tomáš Šmíd Balázs Taróczy | Eliot Teltscher José Luis Clerc | Paul McNamee David Carter Balázs Taróczy José Higueras   |

### Febbraio
| Settimana  | Torneo | Vincitore                           | Finalista                  | Semifinalisti                      | Eliminati ai quarti                                   |
| ---------- | --- | ----------------------------------- | -------------------------- | ---------------------------------- | ----------------------------------------------------- |
| 8 febbraio | Richmond WCT 1982 Richmond, Stati Uniti Serie regolari 300 000 $ - Sintetico indoor - 16S/8D Singolare - Doppio | José Luis Clerc 3-6 6-3 6-4         | Fritz Buehning             | Wojciech Fibak Mark Edmondson      | Tom Cain John Sadri Tomáš Šmíd Peter McNamara         |
| 8 febbraio | Richmond WCT 1982 Richmond, Stati Uniti Serie regolari 300 000 $ - Sintetico indoor - 16S/8D Singolare - Doppio | Mark Edmondson Kim Warwick 6–4, 6–2 | Syd Ball Rolf Gehring      | Wojciech Fibak Mark Edmondson      | Tom Cain John Sadri Tomáš Šmíd Peter McNamara         |
| 8 febbraio | Genoa WCT 1982 Genova, Italia Serie regolari 300 000 $ - Sintetico indoor - 32S/16D Singolare - Doppio          | Ivan Lendl 6-7 6-4 6-2 6-3          | Vitas Gerulaitis           | Vijay Amritraj Christopher Mottram | Wojciech Fibak Bill Scanlon Balázs Taróczy Tomáš Šmíd |
| 8 febbraio | Genoa WCT 1982 Genova, Italia Serie regolari 300 000 $ - Sintetico indoor - 32S/16D Singolare - Doppio          | Pavel Složil Tomáš Šmíd 6–4, 6–2    | Mike Cahill Buster Mottram | Vijay Amritraj Christopher Mottram | Wojciech Fibak Bill Scanlon Balázs Taróczy Tomáš Šmíd |

### Marzo
| Settimana | Torneo | Vincitore                               | Finalista                        | Semifinalisti               | Eliminati ai quarti                                                  |
| --------- | --- | --------------------------------------- | -------------------------------- | --------------------------- | -------------------------------------------------------------------- |
| 8 marzo   | Munich WCT 1982 Monaco di Baviera, Germania Serie regolari Sintetico indoor - 300 000 $ - 32S/16D Singolare - Doppio | Ivan Lendl 3–6, 6–3, 6–1, 6–2           | Tomáš Šmíd                       | Johan Kriek Heinz Günthardt | Terry Moor Vijay Amritraj Corrado Barazzutti Wojciech Fibak          |
| 8 marzo   | Munich WCT 1982 Monaco di Baviera, Germania Serie regolari Sintetico indoor - 300 000 $ - 32S/16D Singolare - Doppio | Mark Edmondson Tomáš Šmíd 4–6, 7–5, 6–2 | Kevin Curren Steve Denton        | Johan Kriek Heinz Günthardt | Terry Moor Vijay Amritraj Corrado Barazzutti Wojciech Fibak          |
| 15 marzo  | Strasbourg WCT 1982 Strasburgo, Francia Serie regolari Sintetico indoor - 300 000 $- 32S/16D Singolare - Doppio      | Ivan Lendl 6-0 7-5 6-1                  | Tim Mayotte                      | Terry Moor Sandy Mayer      | John Fitzgerald Balázs Taróczy Heinz Günthardt Wojciech Fibak        |
| 15 marzo  | Strasbourg WCT 1982 Strasburgo, Francia Serie regolari Sintetico indoor - 300 000 $- 32S/16D Singolare - Doppio      | Wojciech Fibak John Fitzgerald 6-4, 6-3 | Sandy Mayer Frew Donald McMillan | Terry Moor Sandy Mayer      | John Fitzgerald Balázs Taróczy Heinz Günthardt Wojciech Fibak        |
| 28 marzo  | Zurich WCT 1982 Zurigo, Svizzera Serie regolari Sintetico indoor - 300 000 $ - 32S/16D Singolare - Doppio            | Bill Scanlon 7-5 7-6 1-6 0-6 6-4        | Vitas Gerulaitis                 | Pascal Portes Kevin Curren  | Guillermo Vilas Shlomo Glickstein Corrado Barazzutti John Fitzgerald |
| 28 marzo  | Zurich WCT 1982 Zurigo, Svizzera Serie regolari Sintetico indoor - 300 000 $ - 32S/16D Singolare - Doppio            | Sammy Giammalva Tom Gullikson 6-4, 6-2  | Wojciech Fibak John Fitzgerald   | Pascal Portes Kevin Curren  | Guillermo Vilas Shlomo Glickstein Corrado Barazzutti John Fitzgerald |

### Aprile
| Settimana | Torneo                                                                                               | Vincitore                           | Finalista                     | Semifinalisti                | Eliminati ai quarti                                     |
| --------- | --- | ----------------------------------- | ----------------------------- | ---------------------------- | ------------------------------------------------------- |
| 12 aprile | Houston Open 1982 Houston, Stati Uniti Terra rossa - 300 000 $ Singolare - Doppio                    | Ivan Lendl 3-6 7-6 6-0 1-4 ritiro   | José Luis Clerc               | Andrés Gómez Peter McNamara  | Eddie Dibbs Eliot Teltscher Mario Martínez Víctor Pecci |
| 12 aprile | Houston Open 1982 Houston, Stati Uniti Terra rossa - 300 000 $ Singolare - Doppio                    | Kevin Curren Steve Denton 7-5, 6-4  | Mark Edmondson Peter McNamara | Andrés Gómez Peter McNamara  | Eddie Dibbs Eliot Teltscher Mario Martínez Víctor Pecci |
| 20 aprile | WCT Finals 1982 Dallas, Stati Uniti Sintetico indoor - 300 000 $ - 8S Singolare                      | Ivan Lendl 6–2, 3–6, 6–3, 6–3       | John McEnroe                  | Eddie Dibbs Vijay Amritraj   | Bill Scanlon Tomáš Šmíd José Luis Clerc Wojciech Fibak  |
| 27 aprile | WCT Spring Finals 1982 Hilton Head, Stati Uniti Terra rossa - 100 000 $ - 32S/16D Singolare - Doppio | Van Winitsky 6-4 6-4                | Chris Lewis                   | Mark Edmondson Eddie Edwards | Carlos Kirmayr Nduka Odizor Tom Cain Andrés Gómez       |
| 27 aprile | WCT Spring Finals 1982 Hilton Head, Stati Uniti Terra rossa - 100 000 $ - 32S/16D Singolare - Doppio | Mark Edmondson Rod Frawley 6-1, 7-5 | Alan Waldman Van Winitsky     | Mark Edmondson Eddie Edwards | Carlos Kirmayr Nduka Odizor Tom Cain Andrés Gómez       |

### Maggio
| Settimana | Torneo                                                                                                | Vincitore                               | Finalista                     | Semifinalisti                | Eliminati ai quarti                               |
| --------- | --- | --------------------------------------- | ----------------------------- | ---------------------------- | ------------------------------------------------- |
| 2 maggio  | WCT Tournament of Champions 1982 Forest Hills, Stati Uniti Terra rossa - 500 000 $ Singolare - Doppio | Ivan Lendl 6-1 6-1                      | Eddie Dibbs                   | John McEnroe José Luis Clerc | John Sadri Brian Teacher Pablo Arraya Mel Purcell |
| 2 maggio  | WCT Tournament of Champions 1982 Forest Hills, Stati Uniti Terra rossa - 500 000 $ Singolare - Doppio | Tracy Delatte Johan Kriek 6–4, 3–6, 6–3 | Dick Stockton Erik Van Dillen | John McEnroe José Luis Clerc | John Sadri Brian Teacher Pablo Arraya Mel Purcell |

### Giugno
Nessun evento

### Luglio
| Settimana | Torneo                                                                               | Vincitore                                 | Finalista                      | Semifinalisti              | Eliminati ai quarti                                        |
| --------- | ------------------------------------------------------------------------------------ | ----------------------------------------- | ------------------------------ | -------------------------- | ---------------------------------------------------------- |
| 12 luglio | Zell Am See WCT 1982 Zell Am See, Austria Terra rossa - 300 000 $ Singolare - Doppio | José Luis Clerc 6-0 3-6 6-2 6-1           | Heinz Günthardt                | José Higueras Tomáš Šmíd   | Bruce Manson Wojciech Fibak Pavel Složil Cássio Motta      |
| 12 luglio | Zell Am See WCT 1982 Zell Am See, Austria Terra rossa - 300 000 $ Singolare - Doppio | Wojciech Fibak Bruce Manson 6-7, 6-4, 6-4 | Sammy Giammalva Tony Giammalva | José Higueras Tomáš Šmíd   | Bruce Manson Wojciech Fibak Pavel Složil Cássio Motta      |
| 26 luglio | Cap D'Adge WCT 1982 Cap D'Adge, Francia Terra rossa - 300 000 $ Singolare - Doppio   | Tomáš Šmíd 6-3 6-4 5-7 6-2                | Lloyd Bourne                   | Drew Gitlin Carlos Kirmayr | Corrado Barazzutti Peter Elter Pavel Složil Wojciech Fibak |
| 26 luglio | Cap D'Adge WCT 1982 Cap D'Adge, Francia Terra rossa - 300 000 $ Singolare - Doppio   | Andy Andrews Drew Gitlin 6-2 6-4          | Pavel Složil Tomáš Šmíd        | Drew Gitlin Carlos Kirmayr | Corrado Barazzutti Peter Elter Pavel Složil Wojciech Fibak |

### Agosto
| Settimana | Torneo                                                                         | Vincitore                                | Finalista                | Semifinalisti             | Eliminati ai quarti                                     |
| --------- | ------------------------------------------------------------------------------ | ---------------------------------------- | ------------------------ | ------------------------- | ------------------------------------------------------- |
| 10 agosto | La Costa WCT 1982 La Costa, Stati Uniti Cemento - 300 000 $ Singolare - Doppio | Johan Kriek 6-0 6-7 6-0 6-4              | Roscoe Tanner            | Balázs Taróczy John Sadri | Guillermo Vilas Brian Teacher José Higueras Kim Warwick |
| 10 agosto | La Costa WCT 1982 La Costa, Stati Uniti Cemento - 300 000 $ Singolare - Doppio | Fritz Buehning Johan Kriek 3-6, 7-6, 6-3 | Robert Lutz Raúl Ramírez | Balázs Taróczy John Sadri | Guillermo Vilas Brian Teacher José Higueras Kim Warwick |

### Settembre
| Settimana    | Torneo                                                                                        | Vincitore                               | Finalista                | Semifinalisti               | Eliminati ai quarti                              |
| ------------ | --------------------------------------------------------------------------------------------- | --------------------------------------- | ------------------------ | --------------------------- | ------------------------------------------------ |
| 20 settembre | Los Angeles WCT 1982 Los Angeles, Stati Uniti Sintetico indoor - 300 000 $ Singolare - Doppio | Ivan Lendl 7-6 7-5 6-1                  | Kevin Curren             | Wojciech Fibak Van Winitsky | Bill Scanlon Bruce Manson Terry Moor Butch Walts |
| 20 settembre | Los Angeles WCT 1982 Los Angeles, Stati Uniti Sintetico indoor - 300 000 $ Singolare - Doppio | Kevin Curren Hank Pfister 4-6, 6-2, 7-5 | Andy Andrews Drew Gitlin | Wojciech Fibak Van Winitsky | Bill Scanlon Bruce Manson Terry Moor Butch Walts |

### Ottobre
| Settimana  | Torneo                                                                                    | Vincitore                               | Finalista                   | Semifinalisti             | Eliminati ai quarti                                            |
| ---------- | ----------------------------------------------------------------------------------------- | --------------------------------------- | --------------------------- | ------------------------- | -------------------------------------------------------------- |
| 10 ottobre | Amsterdam WCT 1982 Amsterdam, Paesi Bassi Sintetico indoor - 300 000 $ Singolare - Doppio | Wojciech Fibak 7-5 3-6 6-4 6-3          | Kevin Curren                | Tomáš Šmíd Balázs Taróczy | Heinz Günthardt Carlos Kirmayr José Higueras Jose-Luis Damiani |
| 10 ottobre | Amsterdam WCT 1982 Amsterdam, Paesi Bassi Sintetico indoor - 300 000 $ Singolare - Doppio | Fritz Buehning Tomáš Šmíd 4-6, 6-3, 6-0 | Kevin Curren Buster Mottram | Tomáš Šmíd Balázs Taróczy | Heinz Günthardt Carlos Kirmayr José Higueras Jose-Luis Damiani |
| 17 ottobre | WCT Fall Finals 1982 Napoli, Italia Sintetico indoor - 250 000 $ Singolare                | Ivan Lendl 6-4 6-2 6-1                  | Wojciech Fibak              | Johan Kriek Tomáš Šmíd    | Heinz Günthardt José Higueras José Luis Clerc Guillermo Vilas  |

### Novembre
| Settimana   | Torneo                                                                                      | Vincitore                                   | Finalista                      | Semifinalisti            | Eliminati ai quarti                                       |
| ----------- | ------------------------------------------------------------------------------------------- | ------------------------------------------- | ------------------------------ | ------------------------ | --------------------------------------------------------- |
| 1º novembre | Baltimore WCT 1982 Baltimora, Stati Uniti - Sintetico indoor - 300 000 $ Singolare - Doppio | Paul McNamee 4-6 7-5 7-5                    | Guillermo Vilas                | Jimmy Arias Kevin Curren | Bill Scanlon Vijay Amritraj Mario Martínez John Sadri     |
| 1º novembre | Baltimore WCT 1982 Baltimora, Stati Uniti - Sintetico indoor - 300 000 $ Singolare - Doppio | Anand Amritraj Tony Giammalva 7–5, 6–2      | Vijay Amritraj Fred Stolle     | Jimmy Arias Kevin Curren | Bill Scanlon Vijay Amritraj Mario Martínez John Sadri     |
| 15 novembre | Dortmund WCT 1982 Dortmund, Germania Sintetico indoor - $300.00 Singolare - Doppio          | Brian Teacher 6-7 6-2 6-4 2-6               | Wojciech Fibak                 | Tom Gullikson Tomáš Šmíd | Mark Dickson Freddie Sauer Chip Hooper Francisco González |
| 15 novembre | Dortmund WCT 1982 Dortmund, Germania Sintetico indoor - $300.00 Singolare - Doppio          | Pavel Složil Tomáš Šmíd 6-2, 6-7, 6-1       | Mike Cahill Francisco González | Tom Gullikson Tomáš Šmíd | Mark Dickson Freddie Sauer Chip Hooper Francisco González |
| 30 novembre | Chicago WCT 1982 Chicago, Stati Uniti Sintetico indoor - 300 000 $ Singolare - Doppio       | Brian Teacher 6–2, 2–6, 6–3, 6–4            | Wojciech Fibak                 | Tom Gullikson Tomáš Šmíd | Mark Dickson Freddie Sauer Chip Hooper Francisco González |
| 30 novembre | Chicago WCT 1982 Chicago, Stati Uniti Sintetico indoor - 300 000 $ Singolare - Doppio       | Anand Amritraj Vijay Amritraj 3–6, 6–2, 6–3 | Mike Cahill Bruce Manson       | Tom Gullikson Tomáš Šmíd | Mark Dickson Freddie Sauer Chip Hooper Francisco González |

### Dicembre
| Settimana   | Torneo                                                                                  | Vincitore                               | Finalista                 | Semifinalisti           | Eliminati ai quarti                                          |
| ----------- | --------------------------------------------------------------------------------------- | --------------------------------------- | ------------------------- | ----------------------- | ------------------------------------------------------------ |
| 14 dicembre | Hartford WCT 1982 Hartford, Stati Uniti Sintetico indoor - 300 000 $ Singolare - Doppio | Ivan Lendl 6-2 6-4 7-5                  | Bill Scanlon              | Balázs Taróczy Bob Lutz | Jose-Luis Damiani Mark Dickson Hans Gildemeister Jay Lapidus |
| 14 dicembre | Hartford WCT 1982 Hartford, Stati Uniti Sintetico indoor - 300 000 $ Singolare - Doppio | Robert Lutz Dick Stockton 3-6, 6-2, 6-3 | Mike Cahill Tracy Delatte | Balázs Taróczy Bob Lutz | Jose-Luis Damiani Mark Dickson Hans Gildemeister Jay Lapidus |

### Gennaio 1983
| Settimana       | Torneo                                                                                  | Vincitore                     | Finalista       | Semifinalisti             | Eliminati ai quarti                                      |
| --------------- | --------------------------------------------------------------------------------------- | ----------------------------- | --------------- | ------------------------- | -------------------------------------------------------- |
| 24 gennaio 1983 | WCT Winter Finals 1982 Detroit, Michigan, Stati Uniti Sintetico indoor – 250 000 $ – S8 | Ivan Lendl 7-5, 6-2, 2-6, 6-4 | Guillermo Vilas | Kevin Curren Bill Scanlon | Balázs Taróczy Brian Teacher Wojciech Fibak Paul McNamee |